# David Tree
David Tree (Londres, 15 de julho de 1915 – Welwyn Garden City, 4 de novembro de 2009), nasceu David Tree Parsons, foi um ator de teatro e cinema britânico. Ele atuou em 16 filmes entre 1937 e 1973.

## Filmografia selecionada
- Goodbye, Mr. Chips (1939)
- Return to Yesterday (1940)